# Zitadelle von Saint-Tropez

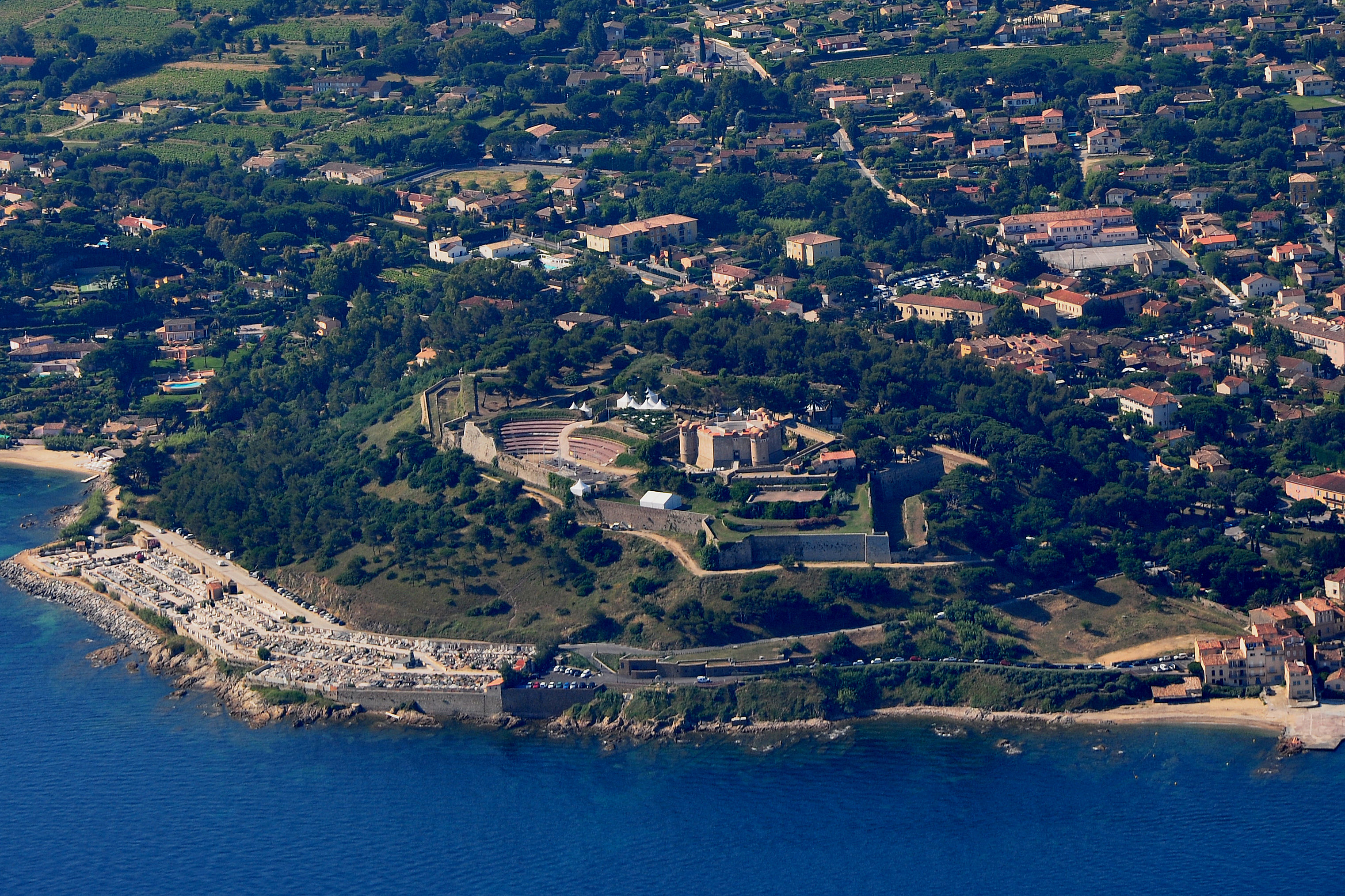
Luftbild der Festung

Die Zitadelle von Saint-Tropez ist eine Festung in der gleichnamigen Stadt an der Côte d’Azur.
Der Ort wurde aus strategischen Gründen im 8. Jahrhundert gegründet und stetig ausgebaut. Die Zitadelle in ihrer heutigen Größe wurde 1602 zur Verteidigung gegen das Osmanische Reich errichtet. Über mehr als 400 Jahre hinweg schützte die mächtige Verteidigungsanlage die Stadt.
Die Anlage besteht aus einem sechseckigen Zentralbau mit Eckturm und einer weitläufigen Ummauerung.
1958 eröffnete in der Anlage ein Marinemuseum, das 2002 geschlossen wurde. 2013 wurde das Museum als Museum für Meeres- und Seefahrtsgeschichte (Musée d’histoire maritime) wiedereröffnet und widmet sich seither der lokalen Seefahrts-, Fischerei- und Handelsgeschichte.